# Lei das comunicações
A primeira lei estadunidense que tratava das tecnologias eletrônicas – a Lei das Comunicações de 1934 – foi levada à aprovação pelo governo federal com o intuito de gerir a introdução de novas tecnologias de mídia. Por mais de sessenta anos, a lei de 1934 definiu as regras básicas para a mídia norte-americana de telecomunicações e para a mídia eletrônica, até que foi substituída em 1996 por uma nova legislação. Dada a tecnologia relativamente primitiva da época, a lei trata apenas dos sistemas telefônico e telegráfico e da radiodifusão.

## Lei das comunicações de 1934
Todavia, a lei de 1934 estabeleceu um consenso social entre o governo, a indústria e os grupos de interesse público quanto ao papel dos recursos de comunicações e informação na vida norte-americana. Vale ressaltar que também estabeleceu a meta do serviço telefônico universal para o país – um objetivo arrojado, considerando-se que eram relativamente poucos os telefones na época. A lei também criou a Federal Communications Commission (FCC) para regulamentar a indústria das telecomunicações e a do rádio. Os poderes reguladores da comissão foram então ampliados para incluir as tecnologias mais novas: televisão, TV a cabo, transmissão via satélite etc.
A Lei das Comunicações de 1934 inaugurou um período de relativa estabilidade para a mídia eletrônica, que durou mais de trinta anos. Foi um período de expansão e prosperidade geral para as indústrias e mídia. Em geral, o regulamento da FCC para as transmissões era benigno, visando mais a proteger a indústria da concorrência externa.
Foi o apogeu da mídia de massa tradicional – jornais, rádio, filmes e, depois da II Guerra Mundial, a televisão. Mas na década de 60 os ruídos da mudança se iniciaram. O rádio entrou em declínio como um veículo de rede nacional, recuando diante do atrativo de massa da televisão. A TV a cabo expandiu-se, deixando suas origens de retransmissora das emissoras de programação. Seu status de veículo importante confirmou-se em meados dos anos 70, quando os programadores de TV a cabo começaram a usar satélites para distribuir um programa ampliado de produtos de esporte e entretenimento simultaneamente por todo o país, semelhante ao padrão das redes de emissoras de televisão.

## História
No século passado, a introdução de novas tecnologias baseadas na eletricidade criou tensões entre a mídia antiga e a nova que ainda hoje nos acompanham. Eric Barnouw, historiador da mídia, observa:
Previsões eufóricas saudaram o advento do telégrafo Morse e das maravilhas da comunicação que se lhe seguiram – telefone, telégrafo sem-fio, rádio, televisão e outros. Cada uma era considerada dotada de importância especial para uma sociedade democrática: cada uma parecia prometer a disseminação mais ampla de informações e de idéias. Pode-se afirmar que isso aconteceu como se previra. Mas outros resultados, em direção contrária, não foram previstos com igual facilidade. Cada novo veículo oferecia novas possibilidades para a centralização de influência e controle e introduzia possibilidades monopolistas.
Na verdade, os administradores das novas tecnologias tentaram estabelecer monopólios que ameaçavam a mídia existente. A companhia de telégrafos Western Union, um monopólio nos seus primeiros anos, deixou de fornecer serviços aos jornais que desafiavam suas políticas. Décadas depois, a American Telephone and Telegraph Co. (AT&T) tentou assumir o controle da radiodifusão comercial, até ser obrigada pelo governo federal a abandonar suas tentativas. O governo tomou providências similares em fins dos anos 30 para modificar o controle que as grandes redes de rádio exerciam sobre a programação transmitida por estações locais.